# چندتایی
در ریاضیات و رایانش (برنامه‌نویسی رایانه‌ای)، رتبیک (چندتایی یا چندبخشی) (به انگلیسی: tuple) یه لیست مرتب متناهی (دنباله) از صفر، یک، و یا چند عنصر است. تنها یک رتبیک صفرتایی، به‌نام «رتبیک پوچ»، وجود دارد. 